# NGC 6506
NGC 6506 is een open sterrenhoop in het sterrenbeeld Boogschutter. Het hemelobject werd in 1834 ontdekt door de Engelse astronoom John Herschel.

## Synoniemen
- OCL 16
- ESO 521-SC6